# Petalolyma hyalina
Petalolyma hyalina är en insektsart som först beskrevs av Shinji Kuwayama 1910.  Petalolyma hyalina ingår i släktet Petalolyma och familjen spetsbladloppor. Inga underarter finns listade i Catalogue of Life.